# Колен, Гюстав-Анри
Гюстав-Анри Колен (фр. Gustave-Henri Colin; 11 июля 1828, Аррас, департамент Па-де-Кале, Франция — 28 декабря 1910, Париж) — французский художник, один из предшественников импрессионизма. Участвовал в Салоне отверженных в 1863 году, а в 1874 году в Первой выставке импрессионистов.

## Биография
Родился в 1828 году в Аррасе в семье судьи. Ещё в детстве проявил художественные способности. С 1847 года учился у Констана Дютийё в Аррасе. После переезда в Париж учился у Ари Шеффера и Тома Кутюра — художников-академистов. В 1857 году дебютировал в Парижском салоне. Переехал жить и писать в Пиренеи, где в 1858 году поселился в Сибуре и женился на девушке баскского происхождения. Писал пейзажи, среди которых часто прибрежные виды, а также сцены корриды, в которых он передавал красочную атмосферу, отражая изменчивость природы и колористические оттенки света. Был дружен с Камилем Коро, с которым в 1872 году писал в Аррасе, а после этого в испанской Басконии.
Участвовал в Салоне отверженных в 1863 году. С 1867 года регулярно выставлялся в Салоне. В 1874 году был в числе художников, выставивших картины на Первой выставке импрессионистов, где представил пять своих работ. Входил в состав «Анонимного общества художников, живописцев, скульпторов и гравёров», которое организовывало и проводило выставки импрессионистов. Получил почётную медаль Салона 1880 года, серебряную медаль в 1889 году и золотую медаль в 1900 году. Преподавал в Академии Жюлиана в Париже.
Авторы французской «Энциклопедии импрессионизма» характеризовали художественную эволюцию Колена следующим образом:
В начале своего творческого пути художник использовал густую смесь красок, предпочитая приглушённую гамму и плотно положенные мазки. Однако впоследствии палитра художника светлеет и становится откровенно импрессионистской. Женщины на его полотнах напоминают женские образы Коро, жанровые сцены искрятся жизнью, а пейзажи окутаны переливающимся светом.